# Liste des plus grandes fortunes de Belgique
 (octobre 2023).
La liste des plus grandes fortunes de Belgique reprend la liste des 100 plus grandes fortunes de Belgique. Cette liste reprend comme année de référence l'année 2023, des modifications éventuelles apparaîtront selon l'actualisation de la liste.

## Historique
Les 500 plus grandes fortunes de Belgique totalisent ensemble pour 142,4 milliards d'euros, ces fortunes aussi diverses qu'hétéroclites trouvent leurs sources dans des domaines tout aussi différents les uns que les autres. Un constat assez étonnant est ressorti de ce classement, 11 % de ces 500 familles (soit 54 familles) sont nobles ; elles détiennent à elles seules 79,8 milliards d'euros, ce qui représente plus de 56 % des 142,4 milliards d'euros. Parmi ces familles on retrouve la famille de Spoelberch (AB InBev), la famille du Monceau de Bergendal (Groupe GIB), la famille d’Arenberg (AB InBev), etc. 
Proportionnellement à leur nombre (1200 familles), les nobles occupent donc une place cinq à six fois plus importante dans la fortune globale des Belges les plus riches . Il est à noter cependant que la majorité des milliardaires et super-millionnaires qui portent un titre de noblesse ont été anoblis à la suite de leur enrichissement et ne font pas partie de l'aristocratie historique. 
| Légende         | Légende         |
| Icônes          | Descriptions    |
| --------------- | --------------- |
| en stagnation   | Stagnation      |
| en augmentation | Augmentation    |
| en diminution   | Diminution      |
|                 | Familles nobles |

## Liste - 2023

### Milliardaires
| N°  | Nom                          | Fortune (en euro) | Noble | Implantation | Sources de richesses                |
| --- | ---------------------------- | ----------------- | ----- | ------------ | ----------------------------------- |
| 01. | Eric Wittouck                | 10,83 milliards € |       | Monaco       | Weight Watchers, Sucre de Tirlemont |
| 02. | Alexandre Van Damme          | 10,54 milliards € |       | Suisse       | AB InBev                            |
| 03. | Vicomte Werner de Spoelberch | 6,84 milliards €  |       | Belgique     | AB InBev: Jupiler et Stella         |
| 04. | Baron Jef Colruyt            | 3,74 milliards €  |       | Belgique     | Colruyt, Newpharma, DreamLand       |
| 05. | Baron Gérald Frère           | 3,46 milliards €  |       | Belgique     | Groupe Bruxelles Lambert            |
| 06. | Baronne Ségolène Frère       | 3,46 milliards €  |       | Royaume-Uni  | Groupe Bruxelles Lambert            |
| 07. | Baron Frédéric de Mevius     | 3,42 milliards €  |       | Royaume-Uni  | AB InBev et Verlinvest              |
| 08. | Baron Daniel Janssen         | 3,13 milliards €  |       | Belgique     | UCB Pharma et Solvay                |
| 09. | Jan Boone                    | 3,03 milliards €  |       | Belgique     | Lotus Bakeries                      |
| 10. | Harold Boël                  | 2,99 milliards €  |       | Belgique     | Sofina                              |
| 11. | Baron Jean-Pierre Berghmans  | 2,91 milliards €  |       | Belgique     | Lhoist                              |
| 12. | Jan De Nul                   | 2,75 milliards €  |       | Belgique     | Jan De Nul Group                    |
| 13. | Walter Emsens                | 2,60 milliards €  |       | Belgique     | Groupe Eternit et Aliaxis           |
| 14. | Baron Nicolas D'Ieteren      | 2,27 milliards €  |       | Belgique     | D'Ieteren                           |
| 15. | Dirk Van Rompuy              | 1,84 milliard €   |       | Belgique     | Argenta                             |
| 16. | Baronne Catheline D'Ieteren  | 1,81 milliard €   |       | Belgique     | D'Ieteren                           |
| 17. | Baron Luc Bertrand           | 1,75 milliard €   |       | Belgique     | Ackermans & van Haaren              |
| 18. | Axel Van der Mersch          | 1,73 milliard €   |       | Belgique     | Brederode Group                     |
| 19. | Raf Van Gorp                 | 1,73 milliard €   |       | Belgique     | Ravago Group                        |
| 20. | Christian Van Thillo         | 1,62 milliard €   |       | Belgique     | De Persgroep                        |
| 21. | Fabien Pinckaers             | 1,60 milliard €   |       | Belgique     | Odoo                                |
| 22. | Pascal Vanhalst              | 1,57 milliard €   |       | Belgique     | TVH (en)                            |
| 23. | Ann Thermote                 | 1,56 milliard €   |       | Belgique     | TVH (en)                            |
| 24. | Fernand Huts                 | 1,53 milliard €   |       | Belgique     | Katoen Natie                        |
| 25. | Baron Rodolphe Collinet      | 1,50 milliard €   |       | Belgique     | Carmeuse                            |
| 26. | Christian Cigrang            | 1,39 milliard €   |       | Luxembourg   | Cobelfret                           |
| 27. | Filip Balcaen                | 1,30 milliard €   |       | Belgique     | Balta Group                         |
| 28. | Jan De Clerck                | 1,29 milliard €   |       | Belgique     | Beaulieu Group                      |
| 29. | Eddy Van Belle               | 1,27 milliard €   |       | Belgique     | Puratos                             |
| 30. | Roland Duchâtelet            | 1,20 milliard €   |       | Belgique     | X-Fab                               |
| 31. | Pierre Macharis              | 1,10 milliard €   |       | Belgique     | VPK Packaging                       |
| 32. | Marc Coucke                  | 1,08 milliard €   |       | Belgique     | Omega Pharma et Pairi Daiza         |
| 33. | Prince Henri d'Arenberg      | 1,05 milliard €   |       | Belgique     | AB InBev                            |
| 34. | Luc Tack                     | 1,04 milliard €   |       | Belgique     | Groupe Picanol                      |
| 35. | Jean Sébastien Goffinet      | 1,01 milliard €   |       | Belgique     | Vivalia                             |

### Millionnaires
| N°  | Nom                            | Fortune (en euro) | Noble | Implantation | Sources de richesses               |
| --- | ------------------------------ | ----------------- | ----- | ------------ | ---------------------------------- |
| 36. | Paul Gheysens                  | 997 millions €    |       | Belgique     | Ghelamco                           |
| 37. | Baronne Marie-Claire Bekaert   | 914 millions €    |       | Belgique     | Bekaert                            |
| 38. | Charles Beauduin               | 909 millions €    |       | Belgique     | Vandewiele                         |
| 39. | Philip Delcroix                | 909 millions €    |       | Belgique     | Deldo et Minerva                   |
| 40. | Kyano Mestdagh                 | 875 millions €    |       | Belgique     | Domo                               |
| 41. | Jan Van Geet                   | 848 millions €    |       | Belgique     | VGP Group                          |
| 42. | Françoise Chombar              | 781 millions €    |       | Belgique     | X-Fab                              |
| 43. | Tony De Pauw                   | 779 millions €    |       | Belgique     | Warehousing & Distribution De Pauw |
| 44. | Michel Moortgat                | 756 millions €    |       | Belgique     | Duvel Moortgat                     |
| 45. | Baron Marc du Bois             | 746 millions €    |       | Belgique     | Spadel                             |
| 46. | Gino De Raedt                  | 709 millions €    |       | Belgique     | Medisch Labo Medina                |
| 47. | Vicomte Philippe Van de Vyvere | 648 millions €    |       | Belgique     | Sea-Invest                         |
| 48. | Wilfried Vancraen              | 634 millions €    |       | Belgique     | Materialise NV                     |
| 49. | Harald Müller                  | 634 millions €    |       | Belgique     | Dixi -Toi Toi                      |
| 50. |                                | 632 millions €    |       | Belgique     | Vivalia                            |